# ریمیکس (آلبوم)
آلبوم ریمیکس دومین آلبوم مستقل کامران و هومن است که در سال ۲۰۰۷ توسط کمپانی آونگ وارد بازار شد که در آن دو آهنگ جدید دوست دارم خیلی زیاد و خیلی ممنون و ۵ آهنگ ریمیکس شده از  البوم ۲۰  وجود دارد. شعر و آهنگ دوست دارم (خیلی زیاد) و خیلی ممنون از رامین زمانی می‌باشد.

## فهرست ترانه‌ها
- ۱. دوست دارم (خیلی زیاد)
- ۲. خیلی ممنون
- ۳. من و ببخش (دی جی پیامی ریمیکس)
- ۴. اون با من (دی جی پیامی ریمیکس)
- ۵. اونی که می‌خواستم (کامرون کارتیو ریمیکس)
- ۶. با تشکر از شما (دی جی پیامی ریمیکس)
- ۷. من و ببخش (کامرون کارتیو ریمیکس)